# جزایر کوکوس
جزایر کوکوس که جزایر کیلینگ هم نامیده شده (به انگلیسی: Territory of the Cocos (Keeling) Islands) نام یکی از قلمروهای استرالیاست. این مجمع‌الجزایر در اقیانوس هند قرار دارد. محل آن در جنوب باختری جزایر کریسمس، و در حدود میانه راه بین استرالیا و سری‌لانکا است.
قلمرو کوکوس شامل دو آتول و ۲۷ جزیره مرجانی است که دو جزیره آن یعنی وست آیلند و هوم آیلند، مسکونی هستند. کل جمعیت این جزایر ۶۰۰ نفر و مساحت کل آن‌ها ۱۴ کیلومتر مربع است.
وست آیلند پایتخت جزایر کوکوس است اما بزرگ‌ترین سکونتگاه در این مجمع‌جزایر، بانتام نام دارد که ۴۱۴ نفر جمعیت دارد و در هوم آیلند قرار گرفته‌است.

## تاریخچه

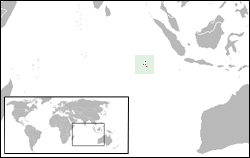

ناخدا ویلیام کیلینگ نخستین فرد اروپایی بود که در سال ۱۶۰۹ (میلادی) پای بر این جزایر گذاشت. اما این جزایر تا قرن نوزدهم میلادی غیر مسکونی باقی‌ماندند.
در سال ۱۸۲۶ دریانوردانی از جاوه و سوماترا با زنان خود به کوکوس رسیدند و در سال ۱۸۳۶ کشتی بیگل به این جزایر رسید که زیست‌شناس جوان، چارلز داروین، از جمله سرنشینان آن بود.
جزایر کوکوس جزو قلمرو بریتانیا به‌شمار می‌آمدند و در دوره‌های گوناگون به بخشی از سیلان، شهرک‌های تنگه، و سنگاپور تبدیل شدند. ساکنان مالزی‌تبار جزایر کوکوس در تاریخ ۴ آوریل ۱۹۸۴ تصمیم گرفتند تا مجمع‌الجزایر خود را ضمیمه خاک استرالیا کنند. مالزی‌تباران این جزایر امروزه در هوم آیلند سکونت دارند و سفیدپوستان استرالیایی ساکنان وست آیلند هستند.
از یکم ژوئیه ۱۹۹۲ در جزایر کوکوس قوانین ایالت استرالیای غربی به رسمیت شناخته شده و اداره آن در اختیار بخشی به نام بخش کوکوس به ریاست «بالموت پیروس» است.

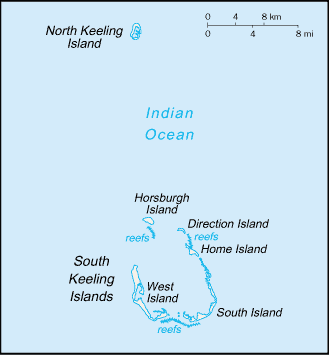
نقشه جزایر کوکوس

## نگارخانه

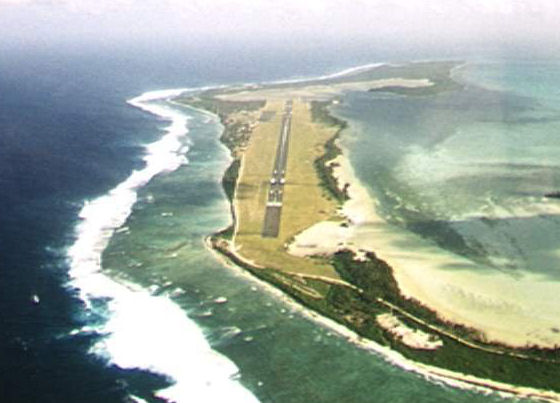
فرودگاه
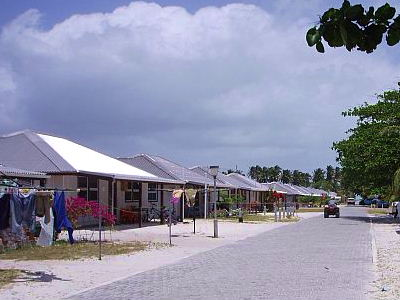
هوم آیلند
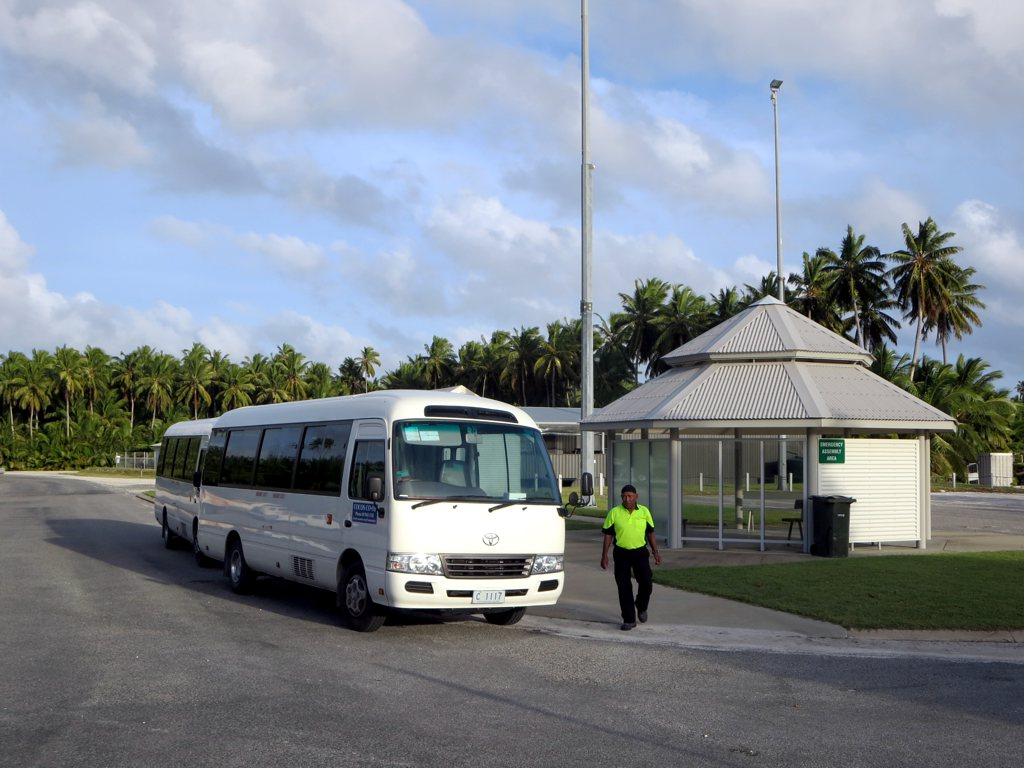
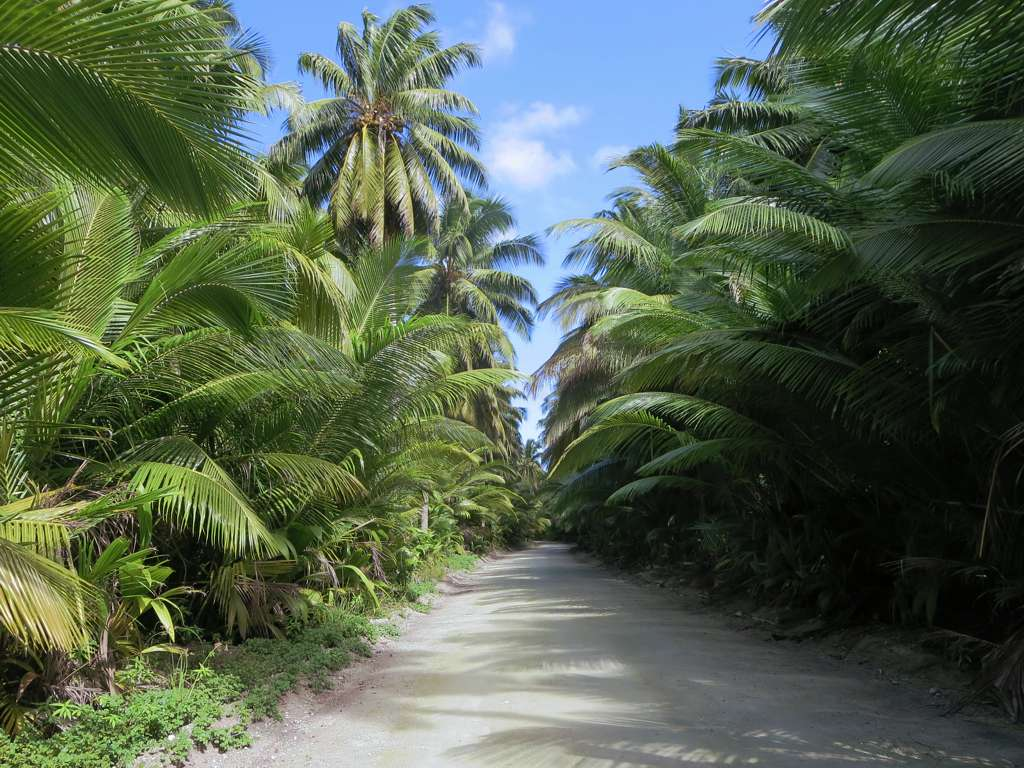
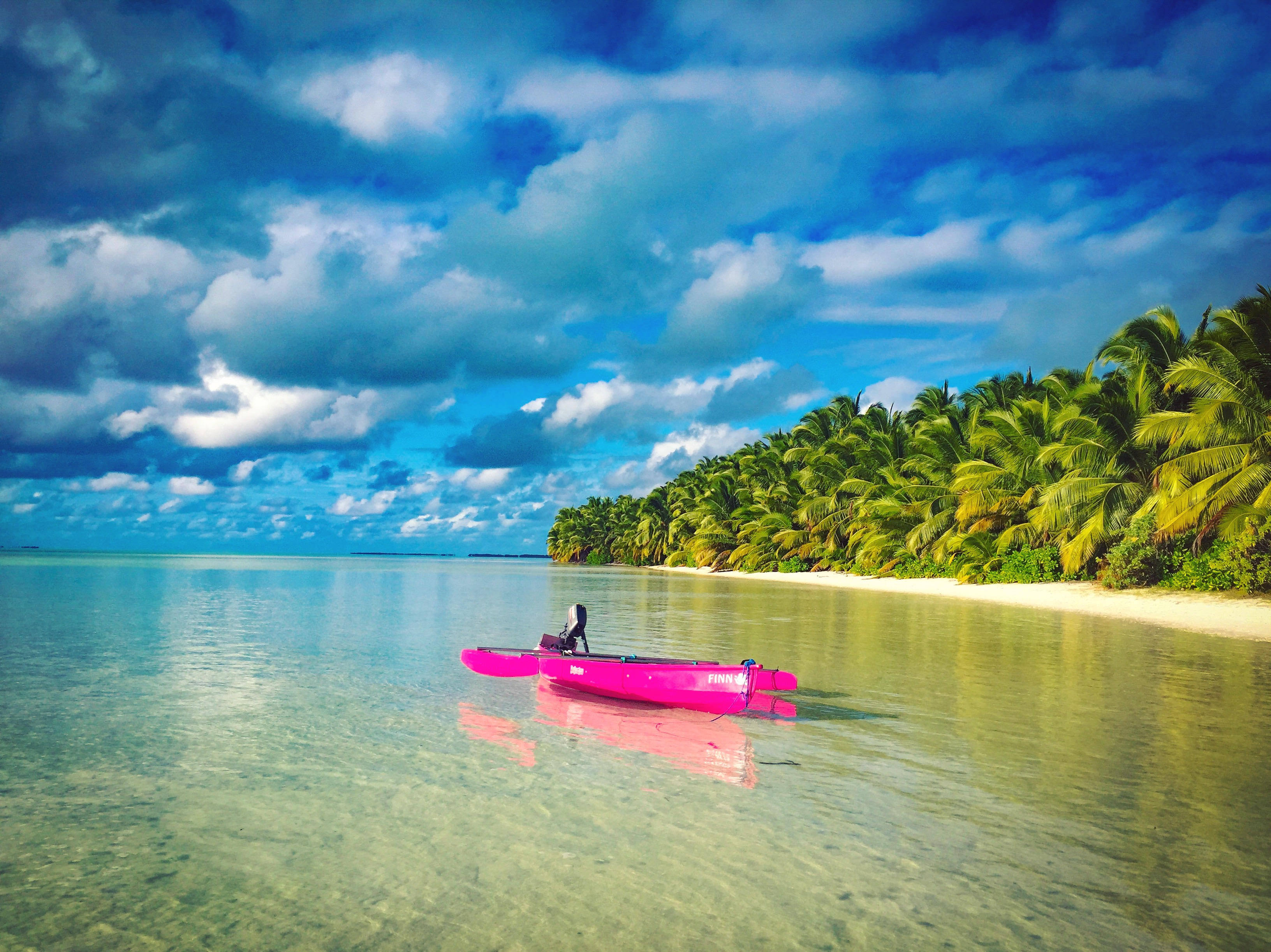
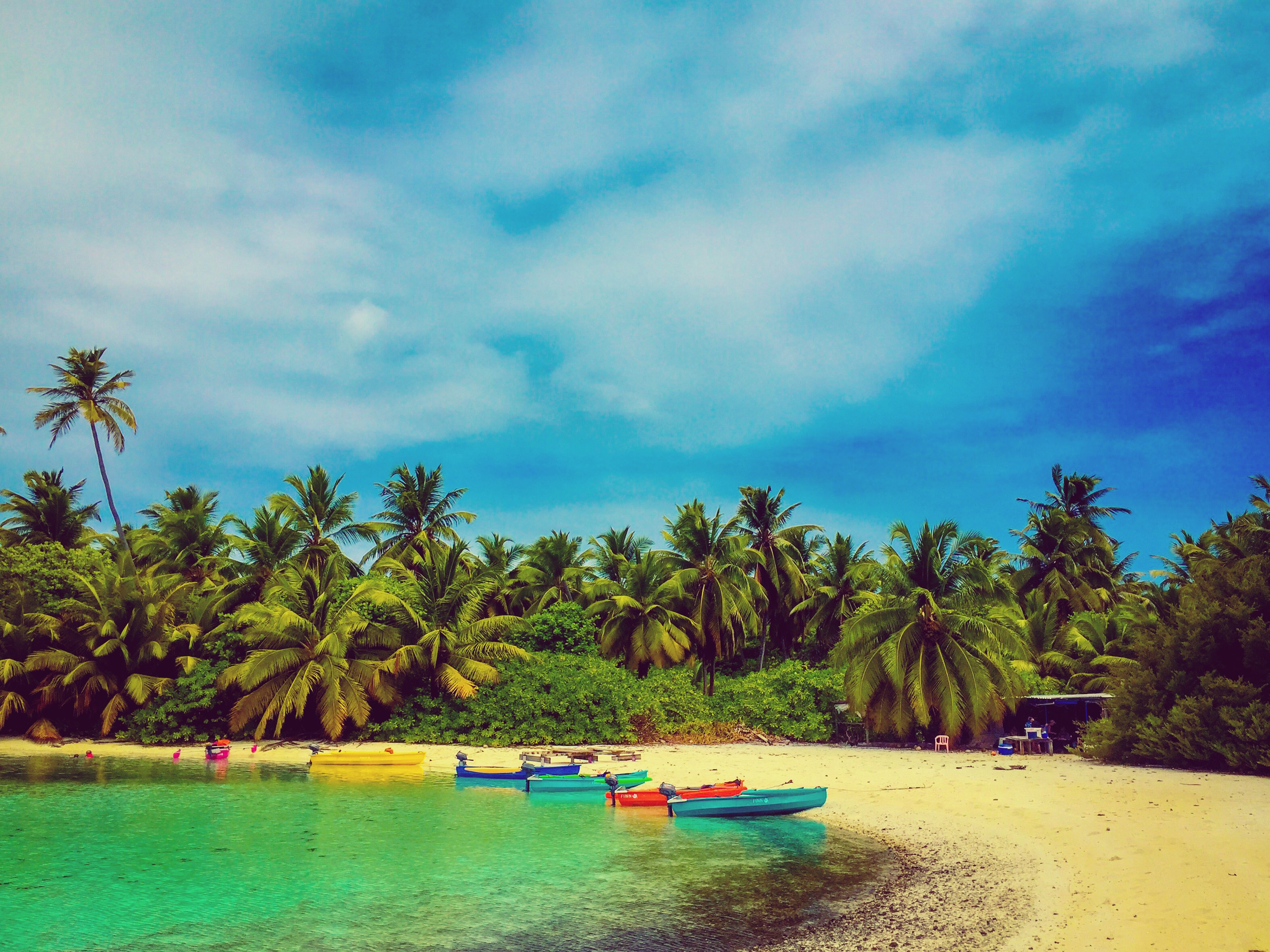

## یادداشت
1. ↑  English does not have دوژور status on the Cocos (Keeling) Islands and in Australia, but it is the دفاکتو language of communication in government.